# Henry Céard
Henry Céard (ur. 18 listopada 1851 w Bercy, zm. 16 sierpnia 1924 w Paryżu) – francuski pisarz i krytyk teatralny.

## Życiorys
Był przedstawicielem naturalizmu, należał do grupy medańskiej. Debiutował opowiadaniami i recenzjami teatralnymi we francuskich i rosyjskich pismach, w 1880 zamieścił opowiadanie Upust krwi (pierwsza wersja w petersburskim "Słowie" we wrześniu 1879) w zbiorze Wieczory medańskie (wydanie polskie 1962) poświęcone obronie Paryża, co przyniosło mu rozgłos. Później napisał powieści Une belle journée (1881), Terrains  à vendre au bord de la mer (1906) głoszące niemożność wyrwania się z codziennej pospolitości i szarzyzny; odniosły one sukces. Jednak próby stworzenia dramatu naturalistycznego skończyły się niepowodzeniem (przeróbka sceniczna powieści braci Goncourt Renée Mauperin z 1886, sztuki pisane dla Théâtre Libre A. Antoine'a, m.in. Les resignes z 1889).